# Polymerus lammesi
Polymerus lammesi är en insektsart som beskrevs av Rinne 1989. Polymerus lammesi ingår i släktet Polymerus, och familjen ängsskinnbaggar. Enligt den finländska rödlistan är arten nära hotad i Finland. Arten är reproducerande i Sverige. Artens livsmiljö är sandstränder vid Östersjön.